# Pete Sutherland
Peter Jeffrey Sutherland (13 tháng 5 năm 1951 – 30 tháng 11 năm 2022) là một nhạc sĩ dân ca người Mỹ nổi tiếng, được coi là một trong những người dẫn đầu ngành âm nhạc Americana và truyền thống tại Vermont. Ông là thành viên của ban nhạc Clayfoot Strutters và là nhạc trưởng của Pete's Posse. Ngoài việc biểu diễn, ông còn rất đam mê giảng dạy âm nhạc và đã tích cực tham gia các hoạt động giảng dạy ở Young Tradition Vermont trong suốt sự nghiệp của mình.

## Tuổi trẻ và học vấn
Peter Jeffrey Sutherland sinh ngày 13 tháng 5 năm 1951 tại Burlington, Vermont. Mẹ ông là Mary Lou, một nghệ sĩ dương cầm cổ điển và làm nội trợ. Cha ông làm việc tại General Electric. Ông lớn lên trong một căn nhà nhỏ trên con đường đất ở Shelburne, Vermont và là cậu cả trong bốn anh em.
Sutherland quan tâm đến âm nhạc từ rất sớm. Mẹ ông nói rằng ông "có thể ngân nga được một giai điệu nhận diện trước khi ông có thể nói" Ông cũng đã học chơi đàn piano. Vào độ tuổi teen, ông tụ tập cùng bạn bè tại bàn ăn của hàng xóm, nơi ông chơi guitar để đệm cho họ hát.
Sau khi tốt nghiệp Trung học Champlain Valley Union, ông vào Castleton State College, nơi ông học chơi banjo và violin và phát triển đam mê âm nhạc của mình. Ông chuyển sang Đại học Vermont vào năm thứ ba, chuyên ngành tiếng Anh và sư phạm.

## Sự nghiệp

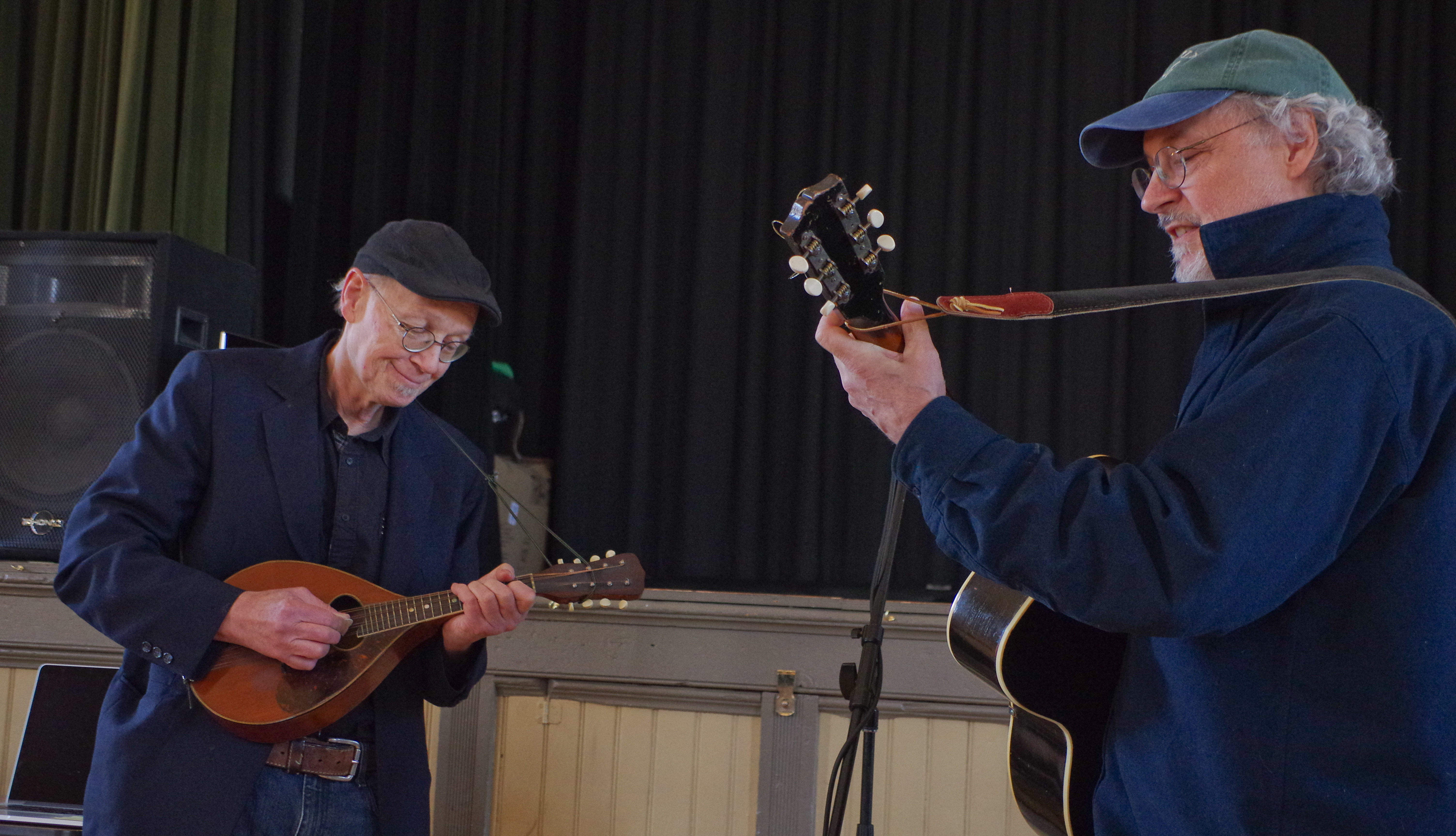
Sutherland (ở bên trái) đang chơi đàn mandolin tại Bristol, Vermont vào năm 2017.

Trong những năm 1970, Sutherland đã dành thời gian ở Bắc Carolina để học về những truyền thống bluegrass. Ông làm nhiều công việc khác nhau, bao gồm hái táo, để tự nuôi sống mình.
Vào những năm 1980, Sutherland chuyển đến Bloomington, Indiana. Ông lưu diễn với ban nhạc Metamora, đi qua mỗi tiểu bang trừ Hawaii.
Sau đó vào năm 1990, Sutherland trở về Vermont. Ông tham gia chơi nhạc với nhiều nhóm khác nhau, bao gồm Clayfoot Strutters và Pete's Posse, nơi ông là người lãnh đạo ban nhạc. Ngoài ra, ông còn là một nhà lãnh đạo nghệ thuật cho chương trình âm nhạc và khiêu vũ dành cho thanh thiếu niên Young Tradition Vermont mà ông cùng đồng sáng lập.
Sutherland là người hướng dẫn nhiều nhạc sĩ trẻ, bao gồm Oliver Scanlon, người đã tham gia vào ban nhạc contra dance của ông khi còn là học sinh lớp bốn và sau đó tham gia Pete's Posse. Ban nhạc đã trở nên nổi tiếng trong một chuyến lưu diễn xuyên đại lục năm 2002
Sutherland thường xuyên biểu diễn trong chương trình địa phương của Vermont mang tên "Winter Tales". Ông cũng là nhà sản xuất âm nhạc cho buổi hòa nhạc mùa hè của Old Meeting House tại East Montpelier, Vermont.
Ông cũng tổ chức các buổi hòa nhạc tại nhà riêng của mình, với giá vé khoảng 10 đô la và giảm 1 đô la nếu khán giả mang theo ghế của riêng mình.

## Cuộc sống cá nhân
Sutherland gặp vợ của mình, Karen (nhũ danh Billings), khi đang chơi đàn hammered dulcimer tại trung tâm sinh viên của Đại học Vermont vào năm 1972. Họ đã kết hôn và có một con trai tên là Calem, sinh khoảng năm 1990 trước khi ly dị vào năm 2016.
Sutherland sống trong một cửa hàng được chuyển đổi từ trước ở Monkton, Vermont. Tại đây, ông có một khu vườn lớn và thường đi hái thực phẩm tự nhiên.  Ông rất quan tâm đến sở thích của con trai mình, bao gồm bóng chày, lịch sử Mỹ và làm phim.

## Giai đoạn cuối đời, cái chết và di sản

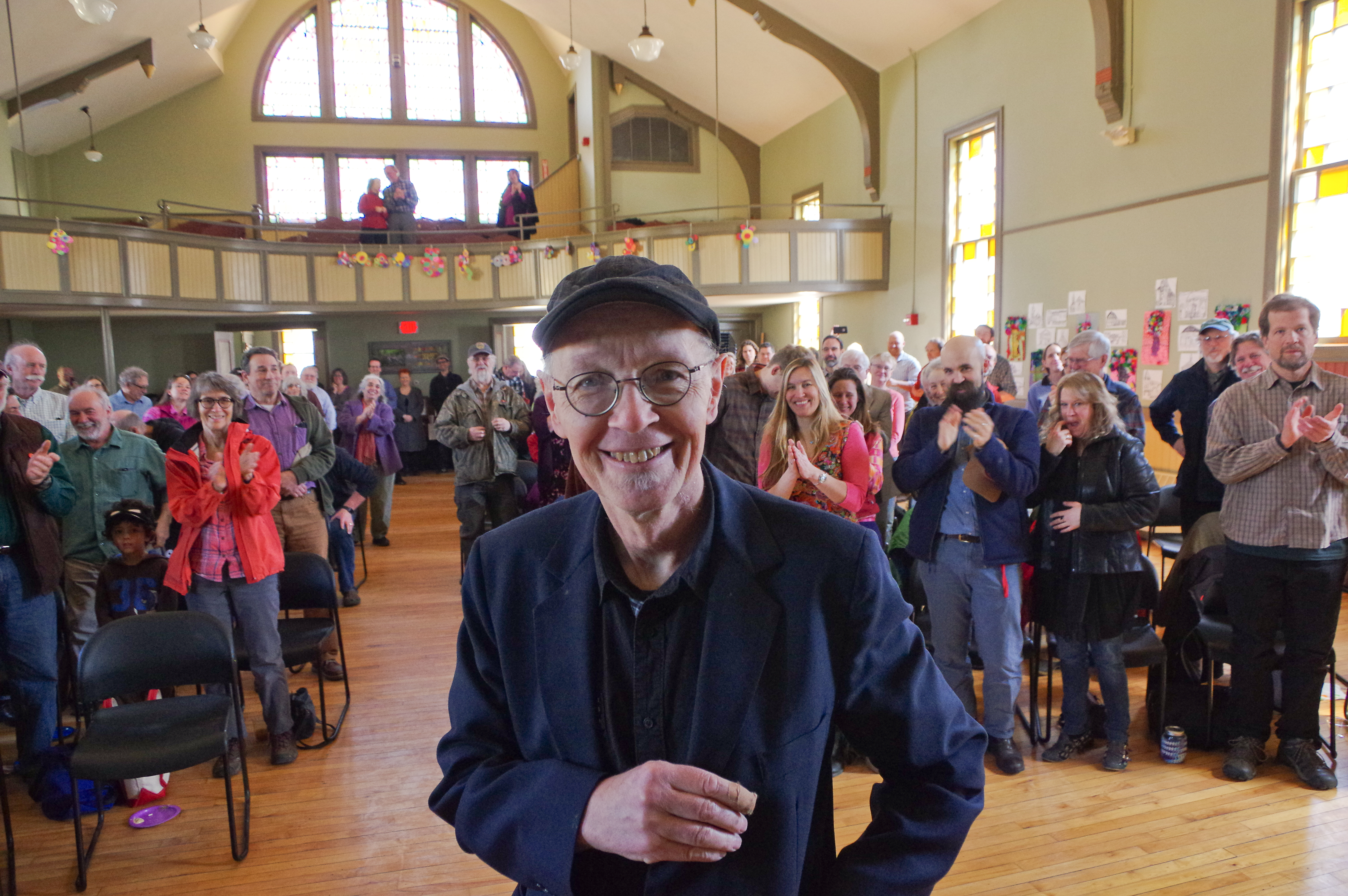
Sutherland tham dự buổi tưởng niệm tại thị trấn Bristol, Vermont vào năm 2017.

Một vài năm trước khi qua đời, Sutherland đã bán căn nhà của mình ở Monkton và bắt đầu sống với bạn bè ở Chittenden County và trung Vermont. Ông đã chiến đấu với bệnh ung thư tuyến tiền liệt trong hơn một thập kỷ. Vào tháng 10 năm 2022, ông chuyển đến một nhà dưỡng lão ở Montpelier, nhưng vẫn giữ được sự tỉnh táo và được nhiều nhạc sĩ đến chơi nhạc bên giường của ông. Ông qua đời vào ngày 30 tháng 11 năm 2022, sử dụng luật hỗ trợ cho người chết yên tĩnh của Vermont để tự kết liễu cuộc đời.
Sau khi qua đời, Sutherland được nhiều người tưởng niệm và khen ngợi về đóng góp của ông, vai trò hướng dẫn và tính khiêm tốn. Tờ Barre Montpelier Times Argus miêu tả ông là "người đứng đầu trong âm nhạc truyền thống Vermont" trong bài viết cáo phó về ông.